# Costa Fortuna

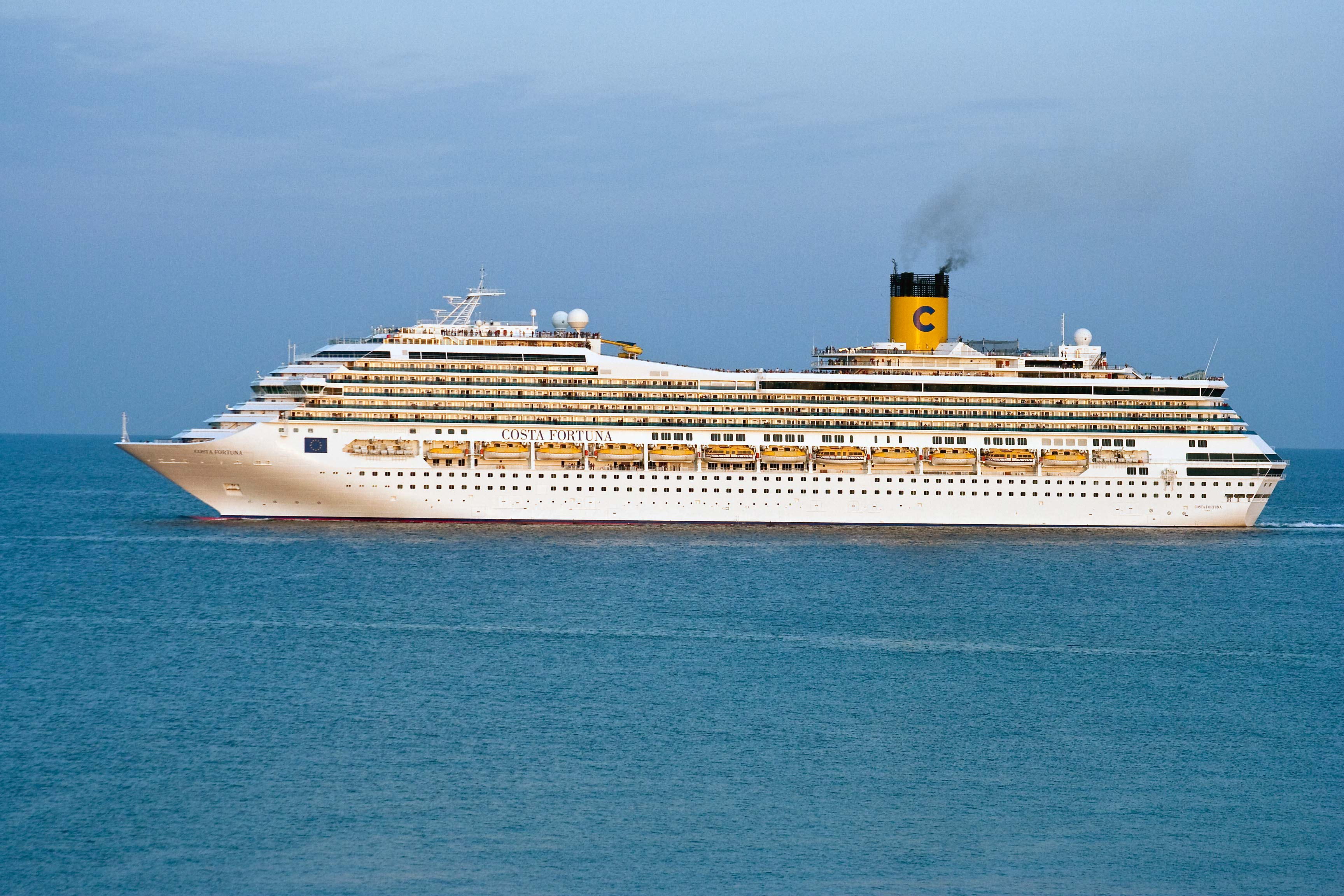
Costa Fortuna im Oktober 2009 bei der Anfahrt auf Rhodos

Die Costa Fortuna ist ein Kreuzfahrtschiff der Reederei Costa Crociere. Zum Zeitpunkt ihrer Fertigstellung im Jahre 2003 war sie mit über 100.000 BRZ das größte in Italien gebaute Kreuzfahrtschiff.

## Geschichte
Das Schiff wurde bei Fincantieri in Palermo und Genua gebaut. Das Vorschiff entstand in Palermo und lief am 11. Juli 2002 vom Stapel. Das Achterschiff lief am 11. November 2002 in Genua vom Stapel. Am 31. Oktober 2003 wurde das Schiff abgeliefert und kam unter italienischer Flagge mit Heimathafen Genua in Fahrt. Taufpatin war die italienische Schauspielerin Maria Grazia Cucinotta.
Im Mai 2025 wurde bekannt, dass das Schiff an Margaritaville at Sea verkauft worden sei; ab Ende 2026 soll es für der Marke unter dem Namen Beachcomber eingesetzt werden. Bis September 2026 wird es aber weiterhin für Costa Crociere in Dienst sein.

### Fahrtgebiete
Die Costa Fortuna fuhr ab 2016, wie bereits die Costa Atlantica, die Costa Victoria, die Costa Serena und ab 2017 auch die Costa neoRomantica, ausschließlich auf dem chinesischen Markt. Sie war in Shanghai stationiert. Es wurden verschiedene drei- bis fünftägige Routen zu Zielen in Japan und Südkorea befahren.
Seit März 2019 fährt die Costa Fortuna wieder im Mittelmeer und in der östlichen Karibik.

### Zwischenfälle
Am 14. April 2003 brach an Bord des Schiffes ein Feuer aus. Zu dem Zeitpunkt lag das Schiff am Ausrüstungskai der Werft Fincantieri in Genua.
Im Mai 2005 soll die Costa Fortuna nach Medienberichten bei Sorrent auf Grund gelaufen bzw. mit einem ufernahen Felsen kollidiert sein. Der Bericht beruht auf Aussagen eines an Bord befindlichen Fotografen, demzufolge der Vorfall vertuscht wurde. Die Darstellungen wurden von Costa Crociere dementiert.

## Ausstattung
Auf der Costa Fortuna gibt es 1.358 Kabinen, von denen 27 bedingt behindertengerecht eingerichtet sind. Insgesamt sind 464 Kabinen mit Privatbalkon ausgestattet. Außerdem besitzt das Schiff 58 Suiten. Insgesamt hat die Costa Fortuna 17 Decks, wovon 13 für Gäste zugänglich sind. Das schiffseigene Theater erstreckt sich über drei Decks, neben vielen weiteren Vergnügungsmöglichkeiten steht auch ein türkisches Dampfbad zur Verfügung. Außerdem ist das Schiff noch ausgestattet mit:
- Ladengalerie mit Drogerie, Juwelier, Boutique, Duty-Free-Shop, Fotostudio, Reisebüro,
- Casino und Diskothek, Internetcafé, Shopping-Center,
- vier Restaurants, inkl. Restaurant Club Conte Grande 1927, dem Servicerestaurant a la Carte mit Vorbestellung, elf Bars, inklusive Cognac & Cigar,
- vier Swimmingpools, einer davon mit ausfahrbarem Dach, sechs Whirlpools und große Wasserrutsche. Sportplatz, Jogging-Parcours im Freien, Fitnesscenter mit verschiedenen Räumen für Anwendungen, Sauna, türkischem Dampfbad,
- Wäscherei, Bügelservice,
- Druckerei (täglich die neuesten Nachrichten durch die bordeigene Zeitung).

## Schwesterschiffe
Die Costa Fortuna gehört zur Destiny-Klasse. Costa Crociere betrieb bis 2023 mit der ein Jahr später fertiggestellten Costa Magica ein Schwesterschiff.